# Sophie Axelsdatter Brahe
Sophie Axelsdatter Brahe, född 11 maj 1578 på Elved, död 21 december 1646 i Köpenhamn, var en dansk godsägare. Hon var dotter till riksrådet Axel Ottesen Brahe och hans maka Mette Falksdatter Gøye. Astronomen Tycho Brahe var hennes farbror, och Sophie Brahe var hennes faster.
Sophie Axelsdatter Brahe blev den 13 juni 1598 i Malmö gift med Holger Rosenkrantz till Rosenholm. Hon beskrivs, som många andra hustrur till danska herremän på 1600-talet, som myndig och självständig. Sophie Brahe ska ha haft Gunhildkorset i sin ägo.
På grund av mannens förpliktelser som riksråd och hans teologiska studier, blev Sophie Brahe den som både förvaltade familjelivet och godsdriften. Hon födde under perioden 1600–1617 13 barn. Hennes räkenskapsbok, som i dag finns på Det Kongelige Bibliotek, är ett första klassens källmaterial till insyn i en dansk adelsfamiljs liv under 1600-talets första hälft.